# Montaje (teatro)
Montaje de una obra de teatro se debe a  todas las actividades necesarias para que la obra se pueda poner en escena. El montaje comprende:
- La elección de la obra a representar
- La selección del director
- La búsqueda, selección y contratación de los actores
- La obtención de los fondos necesarios para poder representar la obra
- La elección de la sala o teatro donde se pondrá la obra
- La elaboración y estudio de los personajes junto con los actores, y definición de su maquillaje
- La práctica del libreto
- La construcción de la escenografía y de la utilería a utilizar
- El armado y puesta a punto de los sistemas de luz y sonido
- La selección del vestuario
- El ensayo de la elaboración de los personajes
- El ensayo de las posiciones y desplazamientos en el escenario
- El ensayo del uso de la utilería, luces y escenografía

Contempla la visión del director a través de la iluminación, el vestuario, la escenografía, la utilería y, sobre todo, la expresión en la ejecución e interpretación de los integrantes.